# Atrichosema aceris
Atrichosema aceris är en tvåvingeart som beskrevs av Jean-Jacques Kieffer 1904. Atrichosema aceris ingår i släktet Atrichosema och familjen gallmyggor. Inga underarter finns listade i Catalogue of Life.